# Median Klinik Odenwald
Die Median Klinik Odenwald ist eine gemischte Krankenanstalt. Sie besteht aus einer Fachklinik für Psychosomatik und aus einer Rehabilitationsklinik zur Behandlung von psychosomatischen Erkrankungen und Abhängigkeitserkrankungen im hessischen Sandbach im Odenwald. Der Gebäudekomplex wurde im Jahr 1901 als Ernst-Ludwig-Heilstätte eingeweiht und ist in Teilen ein hessisches Kulturdenkmal.

## Geschichte

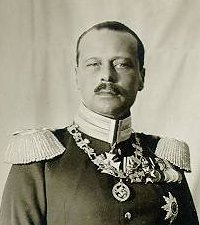
Großherzog Ernst Ludwig, Namensgeber der Heilstätte

Die Gebäude der heutigen Median Klinik Odenwald wurden von 1899 bis 1901 als Heilstätte der hessischen Landesversicherungsanstalt für lungenkranke Männer errichtet. Das Baugrundstück liegt am Ende einer Talmulde nördlich von Sandbach, heute ein Ortsteil von Breuberg. Die Grundsteinlegung erfolgte am 22. März 1899, die feierliche Einweihung der Ernst-Ludwig-Heilstätte am 22. März 1901. Am Vortag der Einweihungsfeierlichkeiten, bei denen der Namensgeber, Großherzog Ernst Ludwig, anwesend war, musste die ganze Nacht durchgearbeitet werden, um das Hauptgebäude fertigzustellen.
Die Heilstätte war eine beliebte Klinik für Kurgäste aus dem Ruhrgebiet, vor allem für Bergleute mit Staublunge. Es wurde eine Therapie entwickelt, die sich von der damals üblichen Liegekur unterschied: „Es bricht sich mehr und mehr die Überzeugung Bahn, daß eine streng durchgeführte Arbeitskur außerordentlich nützlich ist. Die Arbeit beugt der Langeweile vor und fördert damit die Anstaltsdisziplin. Die Patienten, die namentlich in den letzten Wochen leichter zu Ausschreitungen geneigt sind, können ihr wachsendes Kraftbewußtsein in nützlicher Weise betätigen. Ein Patient, der während der Kur schon einige Wochen gearbeitet hat, wird den Anstrengungen der kommenden Arbeitszeit widerstandsfähiger gegenübertreten. Als einen weiteren Vorteil betrachten wir es, daß die Kranken bei der Entlassung einen hübschen Sparpfennig mit nach Hause nehmen können.“ Neben dem Klinikgebäude befand sich eine kleine landwirtschaftliche Anlage mit Gemüsebeeten und Stallungen mit Tierhaltung, durch die die Klinik versorgt wurde.
Nach einem Umbau 1972 wurde die Heilstätte in ein Sanatorium für Allgemeinkrankheiten umgewandelt, später in eine Klinik für Herz-, Kreislauf- und Gefäßkranke. Nachdem sie zwei Jahre lang leerstand, dient sie seit Oktober 2008, zunächst unter dem Namen AHG-Klinik Hardberg, als Fachklinik für Psychosomatik, Psychotherapie und Abhängigkeitserkrankungen. 2016 wurde die AHG von der Median Unternehmensgruppe (Median Nord GmbH) übernommen; seitdem trägt die Einrichtung den Namen Median Klinik Odenwald. Die Klinik kann bis zu 182 Patientinnen und Patienten aufnehmen, die von rund 100 Mitarbeitern betreut werden.

## Gebäude

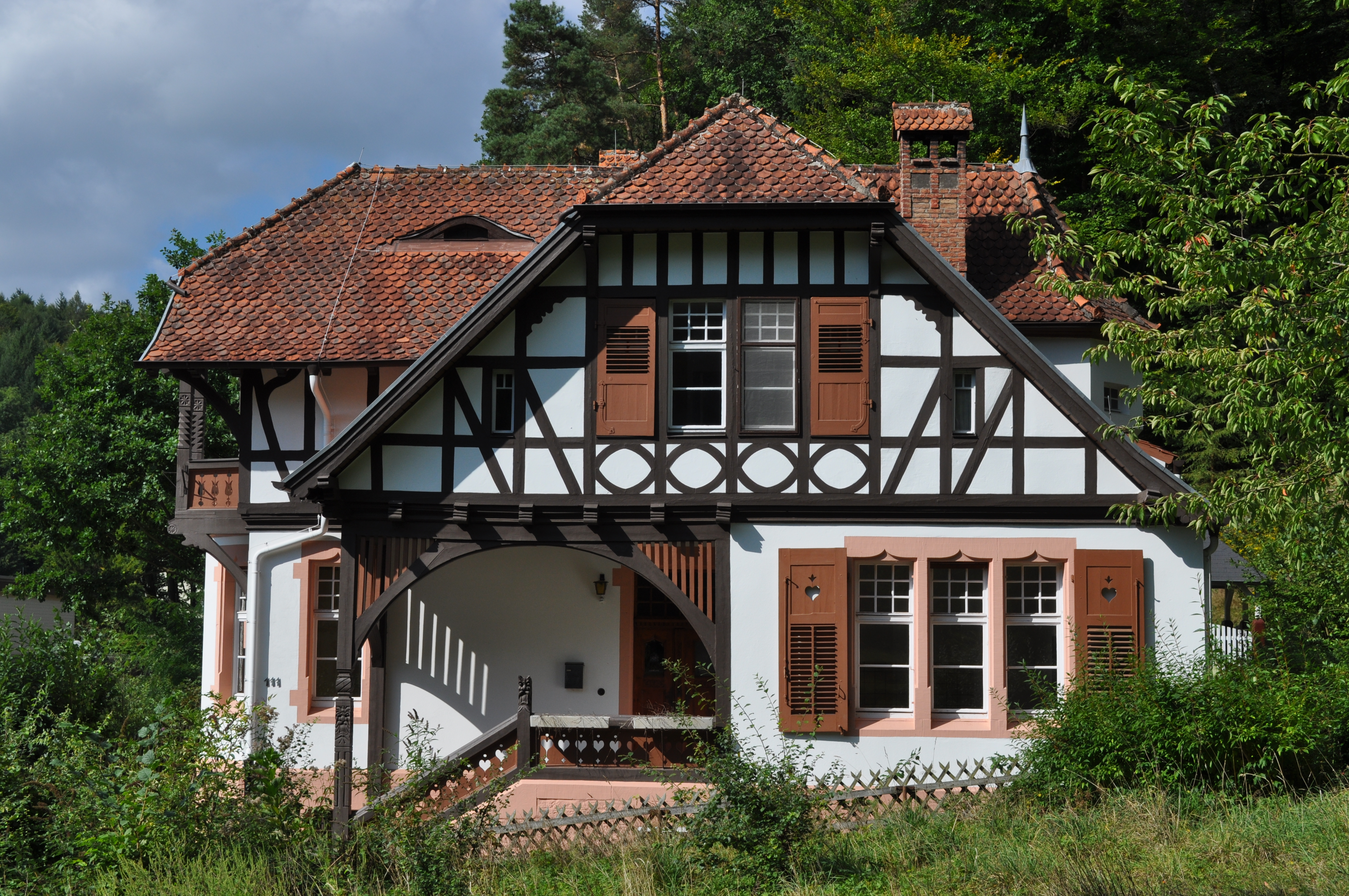
Die Chefarzt-Villa (2012)

Architekt der Gebäude war Viktor von Weltzien, ehemaliger Mitarbeiter von Gropius & Schmieden in Berlin, seit 1888 Leiter des hessischen Hochbauwesens in Darmstadt. Er galt als Spezialist im Tbc-Heilstättenbau (Lungenheilstätten).
Das Hauptgebäude war ursprünglich ein 52 Meter langer Bau mit drei Treppengiebeln. Es wurde ab 1952 durch den Architekten Otto Erk aus Bad König umgebaut. Dabei wurde der Altbau ummantelt und durch Anfügung seitlicher Flügel in eine dem Süden zugewandte, leicht geschwungene Form gebracht. Es entstand ein typischer Bau der 1950er Jahre, der bei weiteren Umbauten seit 1972 und 1984 nur unwesentlich verändert wurde.
Es existieren noch zwei Nebengebäude, die von Weltzien entwarf. Das frühere Wohnhaus des Chefarztes ist eine historistische Villa mit Staffelgiebel, Treppenturm und Fachwerkaufsatz, die im Inneren eine Hinwendung zum Jugendstil zeigt. Das Wohnhaus des Verwalters ist ein kleineres Landhaus mit historistischen Fachwerkaufbauten und einem oberen Loggiengiebel im Schweizerhaus-Stil, auf einem polygonalen Standerker aufsitzend.